# بورصة كوريا
بورصة كوريا (KRX) هي سوق لتبادل الأوراق المالية في كوريا الجنوبية. يقع مقرها الرئيسي في مدينة بوسان، ولديها مكتب للأسواق المالية ومكتب لإدارة السوق  في مدينة سول.

## روابط خارجية
- الموقع الإلكتروني لبورصة كوريا